# Leif Hansen (Astronom)
| Entdeckte Asteroiden: 1                                              | Entdeckte Asteroiden: 1 | Entdeckte Asteroiden: 1 |
| -------------------------------------------------------------------- | ----------------------- | ----------------------- |
| Nummer und Name                                                      | Entdeckungsdatum        |                         |
| (4444) Escher1                                                       | 16. Dezember 1985       |                         |
| - 1 zusammen mit Per Rex Christensen und Hans Ulrik Nørgaard-Nielsen |                         |                         |

Leif Hansen ist ein dänischer Astronom und Asteroidenentdecker.
Er ist emeritierter Professor des Niels-Borg-Instituts der Universität Kopenhagen.
Er entdeckte zusammen mit Per Rex Christensen und Hans Ulrik Nørgaard-Nielsen am 16. Dezember 1985 den Asteroiden (4444) Escher.